# Melanichneumon xanthogrammus
Melanichneumon xanthogrammus là một loài tò vò trong họ Ichneumonidae.